# Cadet (metropolitana di Parigi)
Cadet è una stazione della metropolitana di Parigi sulla linea 7 situata nel IX arrondissement di Parigi.

## La stazione
La stazione è stata aperta nel 1910.

## Corrispondenze
- Bus RATP: 26, 32, 42, 43, 48, 85.

## Galleria d'immagini

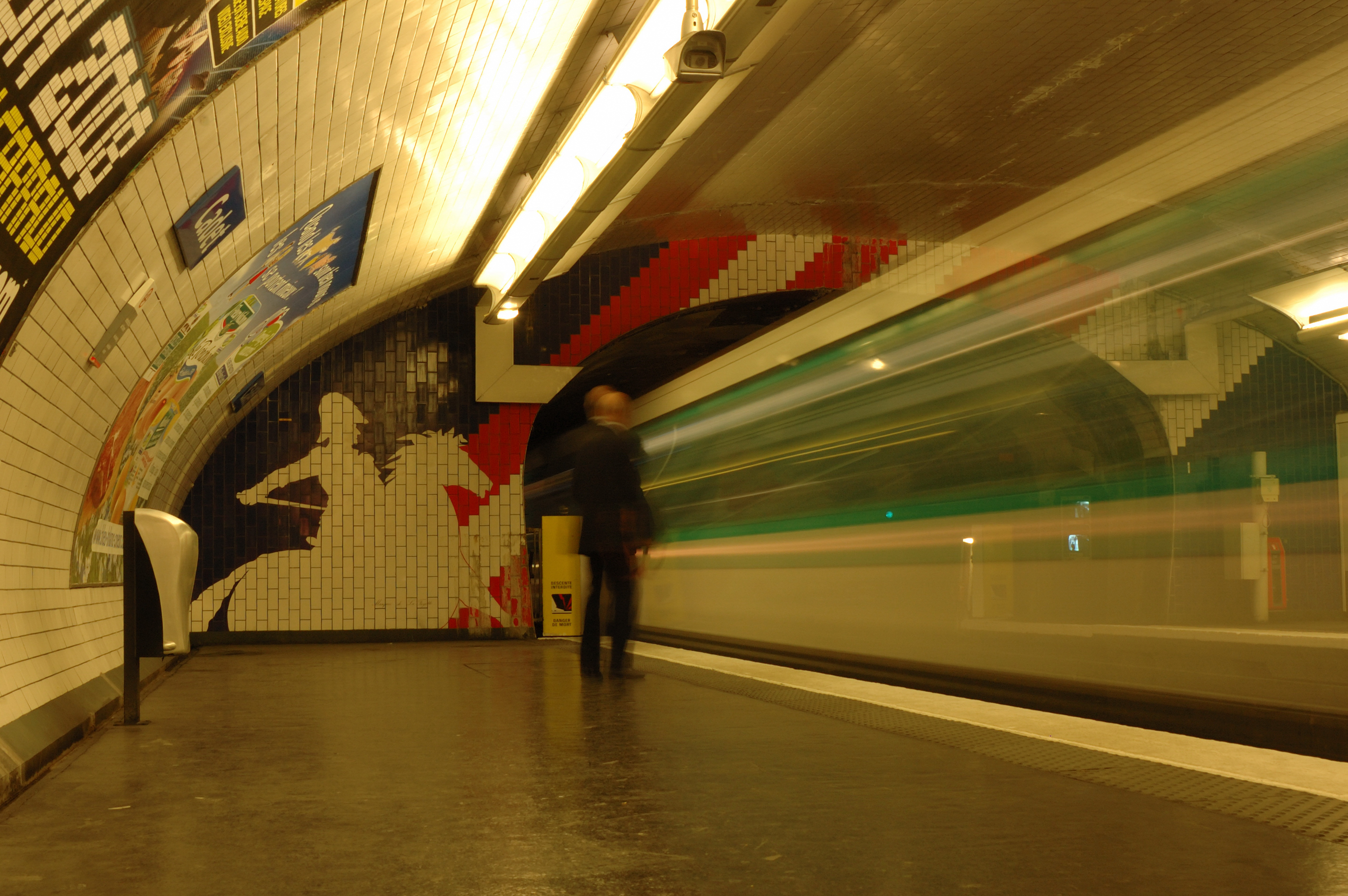
Treno in avvicinamento
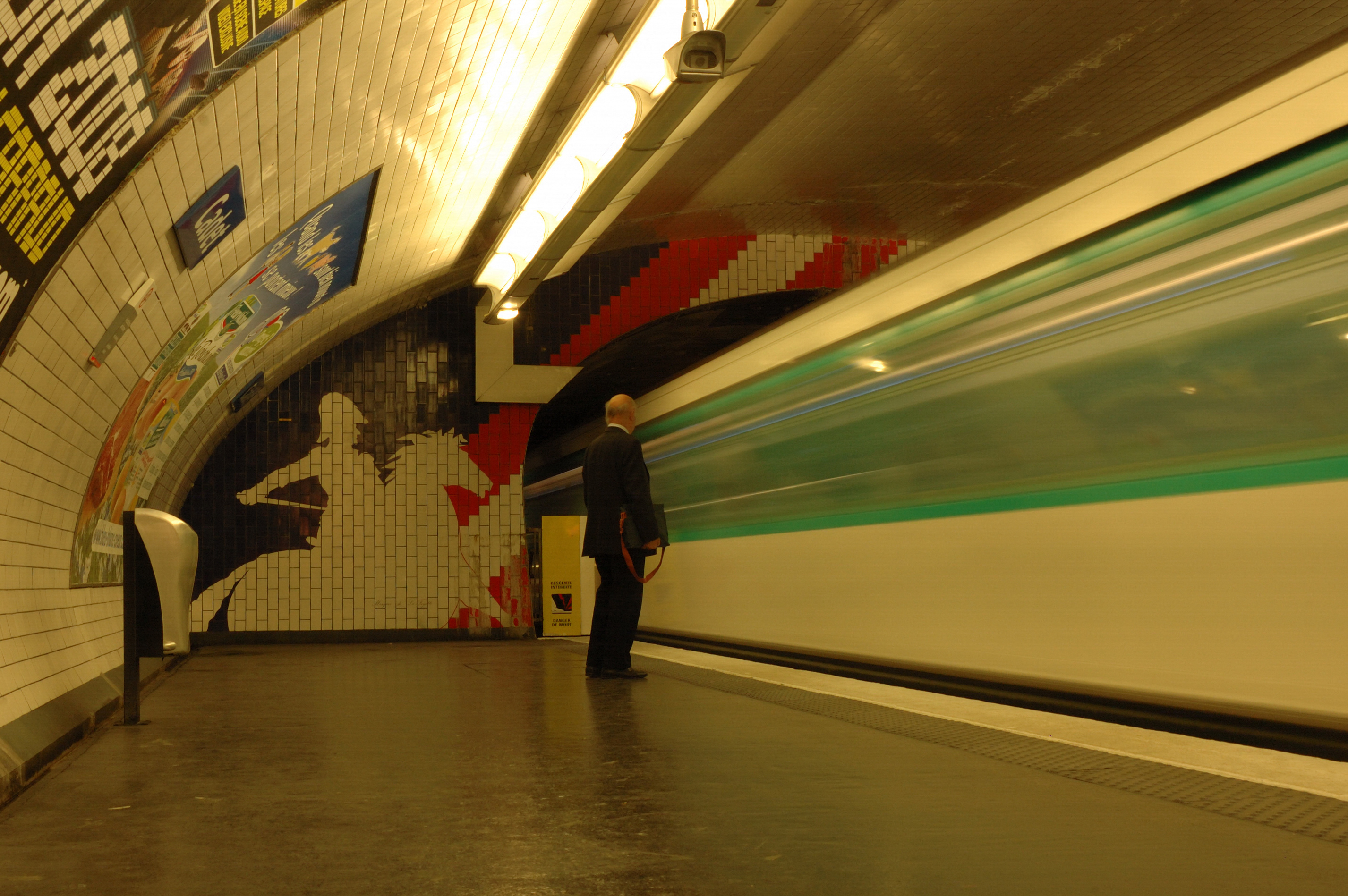
Arrivo del treno
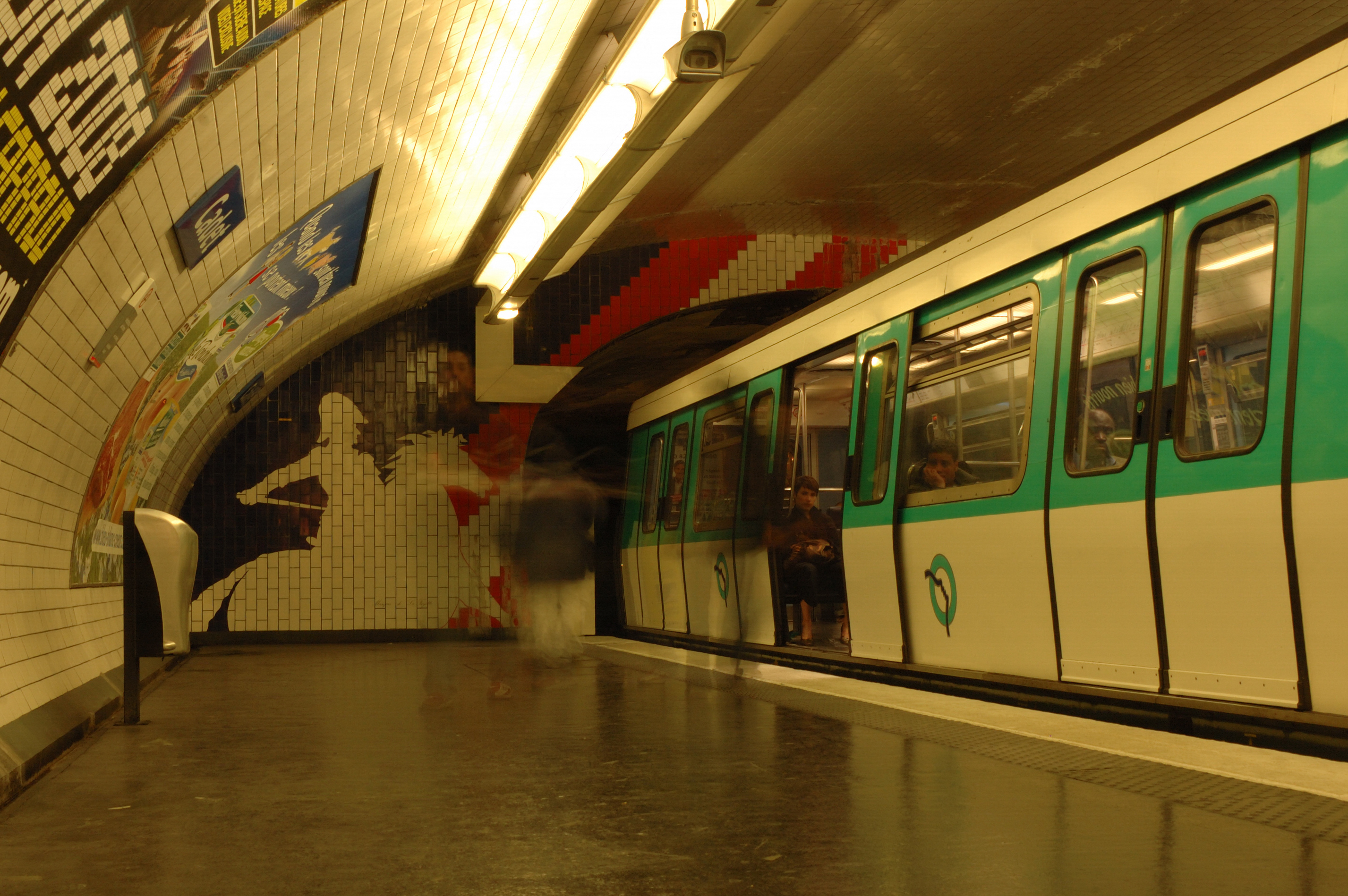
Treno fermo